# Rheumaptera demolita
Rheumaptera demolita är en fjärilsart som beskrevs av Louis Beethoven Prout 1907. Rheumaptera demolita ingår i släktet Rheumaptera och familjen mätare. Inga underarter finns listade.